# 津久見市立津久見中学校
津久見市立津久見中学校（つくみしりつ つくみちゅうがっこう）は、大分県津久見市文京町にある公立中学校である。

## 概要
津久見市立第一中学校及び津久見市立第二中学校を統合し、2024年4月に旧第一中学校の校地に開校した。校舎は旧第一中学校の施設を改修して使用している。
校歌は、津久見市出身のシンガーソングライター伊勢正三が作詞・作曲したものである。

## 沿革
- 2024年（平成6年）4月 - 開校。

## アクセス
- 津久見駅から徒歩10分。